# Propaganda Due
Propaganda Due (P2) este numele unei Loji Masonice secrete din Italia. Loja a funcționat sub jurisdicția Marelui Orient al Italiei în perioada 1945 - 1976 (când a fost scoasă în afara legii), devenind între anii 1976 - 1981 o lojă pseudomasonică, o societate  secretă (în contradicție cu Constituția italiană ce interzice lojile secrete). Propaganda Due era după cum îi spune și numele o lojă masonică de propagandă, în cadrul P2 au fost înscriși scriitori, jurnaliști, muzicieni, în general oameni care puteau să promoveze scopul lojii în lume.
Mulți politicieni puternici ai Italiei au făcut parte din P2, inclusiv diverși membri ai guvernului, iar din anii ’50 loja a fost infiltrată în mafia. Atât premierul Silvio Berlusconi cât și capii serviciilor secrete italiene au fost membri P2.

## Istoric
Propaganda Due a fost fondată la Turin în 1877 cu numele de „Propaganda Masonică”, sub obediența Marelui Orient al Italiei.
Loja era deseori frecventată de politicieni și oficiali guvernamentali din întreaga Italia, precum și de membri proeminenți ai nobilimii din Piemont. 
Masoneria italiană a fost scoasă în afara legii de regimul fascist al lui Benito Mussolini, dar a renăscut după al doilea război mondial sub influența S.U.A.. După al doilea război mondial numele lojei a fost schimbat în Propaganda Due. 
La mijlocul anilor 1960 loja era aproape muribundă, cu doar 14 membri, având rareori câteva întâlniri. 
În anul 1971 generalul Lino Salvini, Mare Maestru al Marelui Orient din Italia, i-a încredințat omului de afaceri Licio Gelli (susținător și înalt demnitar al regimului Musollini) sarcina de a strânge într-o unică organizație elita politică și economică din Italia. După ce Licio Gelli a preluat conducerea lojei, el a extins rapid numărul membrilor prin reactivarea membrilor în adormire (membrii care nu au fost invitați să ia parte la ritualuri masonice), aceștia ajungând să numere peste 1000, din care majoritatea făceau parte din elita Italiei.
Conexiunile mafiote evidente și dezvălurile scandaloase privind afacerile în care erau implicați membrii lojei P2, au făcut ca aceasta să fie oficial desființată. Mai întâi, în 1976 autoritățile masonice declară închisă loja P2 și oficial îl expulsează pe Gelli din masonerie. Totuși, loja a continuat să funcționeze ca și până atunci, avându-l pe Gelli la conducere ca Mare Maestru.
În anul 1981 în urma unor afirmații sfidătoare la adresa francmasoneriei italiene, un tribunal masonic a hotărât să-l excludă din masonerie și să închidă Loja Propaganda Due.
În urma percheziției realizate în 1981 la reședința lui Gelli s-au găsit registrele lojii, care enumerau 962 de membri dintre care 119 de generali, 22 de ofițeri de poliție, 59 de parlamentari, 3 miniștri, un judecător constituțional, 8 directori de imprimare, 4 editori, 22 jurnaliști, 128 directori de companii publice.

## Conexiunile externe
Conexiunile externe, puse în evidență după descoperirea registrelor lojii de către poliție, scot în relief legături dintre cele mai înalte ale lui P2, atât în Occident cât și în țările comuniste.

### Scandalul Ambrosiano
Una dintre cele mai cunoscute afaceri dubioase asociate cu loja P2 este colapsul băncii Ambrosiano în 1982 (una dintre principalele bănci milaneze, care aparținea băncii Vaticanului) și moartea suspectă a președintelui acesteia, Roberto Calvi, membru P2 în 1982.

### Asasinarea primului ministru suedez Olof Palme
Asasinarea primului ministru suedez Olof Palme în 1986 a rămas neelucidată, dar a generat mai multe teorii printre care și implicarea Propagandei Due, după ce un fost agent CIA a declarat pe un post TV că organizația a plătit P2 pentru această crimă. 

### Conturile lui Nicolae Ceaușescu din străinătate
Propaganda Due a fost principalul motor al promovării imaginii occidentale a lui Ceaușescu, prin intermediul căruia dictatorul român a intrat în contact cu marii conducători ai lumii, incluzând și mafia. 
O primă confirmare externă a existenței conturilor a venit în 1990 chiar din partea lui Licio Gelli, care a declarat presei că «românii nu sunt pregătiți să recupereze conturile lui Ceaușescu». Suma din aceste conturi se estimează a fi până la cinci miliarde de dolari.

### Atentatul contra PapeiIoan Paul al II-lea
Atentatul din 13 mai 1981, care implică pe turcul Mehmet Ali Ağca și doi ofițeri din serviciul secret bulgar.

### Delapidarea fondurilorVaticanului
Propaganda Due a fost implicată în delapidarea fondurilor Vaticanului, prin intermediul Arhiepiscopului Marcinkus. Legăturile lui cu cei doi primi miniștri italieni Giulio Andreotti și Bettino Craxi, amândoi având legături cu mafia, au fost dovedite. Aceștia doi au fost condamnați pentru corupție.